# الحدود السودانية الليبية

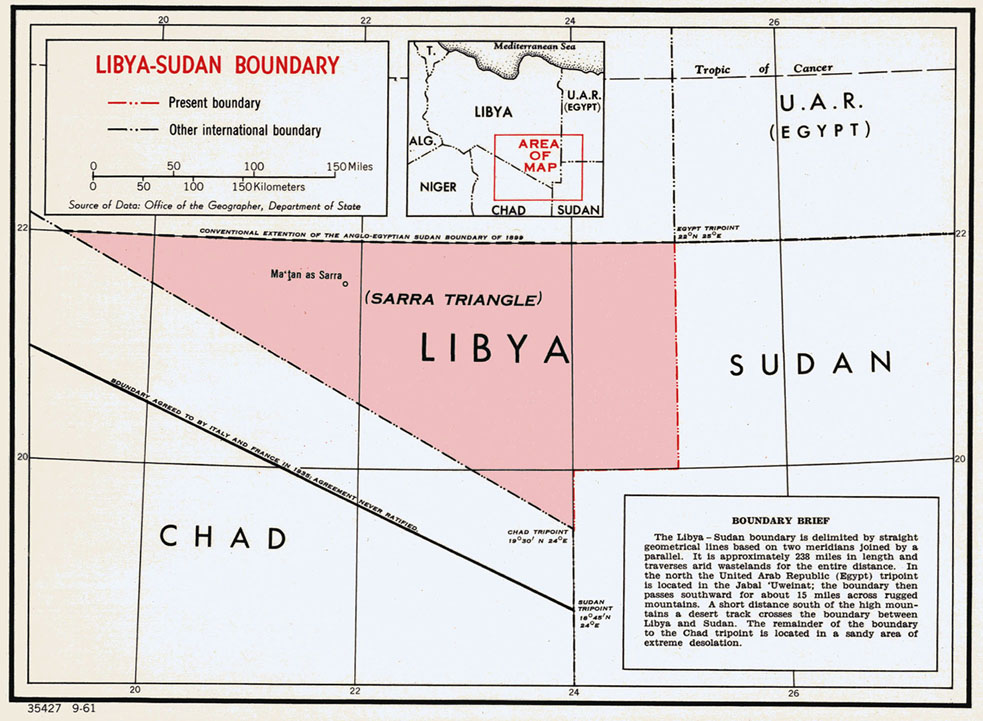
خريطة الحدود بين السودان وليبيا

الحدود السودانية الليبية والتي تمتد لمسافة 382 كم (237 ميل) في من النقطة الثلاثية مع مصر في الشمال إلى النقطة الثلاثية مع تشاد في الجنوب.

## الوصف
تبدأ الحدود من الشمال عند النقطة الثلاثية مع مصر على جبل العوينات، وتواصل جنوباً على طول خط طول 25 شرق لمسافة 223 كم (138 ميل) نزولاً إلى خط عرض 20 شمال. ثم تتحول غربًا موازية لخط العرض مسافة 105كم (65 ميل)، قبل أن تتجه جنوبًا عند خط طول 24 شرق، حيث تتحول جنوبًا، وتمتد لمسافة 56 كم (35 ميل) نزولاً إلى النقطة الثلاثية مع تشاد. تمر الحدود بأكملها عبر جزء ناءٍ، نادراً ما يسكنه السكان، من الصحراء الكبرى.

## التاريخ
غزت بريطانيا مصر في عام 1882، وأنشأت محمية على منطقة كانت حتى الآن خاضعة اسمياً للدولة العثمانية. في تسعينيات القرن التاسع عشر احتل البريطانيون السودان، وفي عام 1899 تم إنشاء السودان الإنجليزي المصري. في سبتمبر 1911، غزت إيطاليا ولاية طرابلس العثمانية اسمًا، وتم التوقيع على معاهدة أوشي في العام التالي، حيث تنازل العثمانيون رسميًا عن سيادتهم على المنطقة إلى إيطاليا. نظمت إيطاليا المناطق التي تم احتلالها حديثًا في مستعمرات برقة وطرابلس الإيطالية وبدأت بالتقدم تدريجيًا نحو الجنوب؛ في عام 1934 وحدت المنطقتين تحت اسم ليبيا الإيطالية.
في عام 1925، وقعت بريطانيا وإيطاليا معاهدة حدودية، حيث تم استخدام خط عرض 22 شمال بدءًا من النقطة الثلاثية مع مصر ويمتد غربًا، وينتهي عند الحدود بين ليبيا الإيطالية وإفريقيا الاستوائية الفرنسية (أي الحدود الحديثة بين تشاد وليبيا). تمت الإشارة إلى الزاوية الشمالية الغربية من السودان باسم مثلث صرة. تم التنازل عن هذه المنطقة لإيطاليا في 20 يوليو 1934، وأعيد ترسيم الحدود في موقعها الحالي. في 7 يناير 1935، وقعت فرنسا وإيطاليا معاهدة غيرت الحدود بين إفريقيا الاستوائية الفرنسية وليبيا الإيطالية جنوبًا (إنشاء قطاع أوزو، وبالتالي نقل الحدود إلى الجنوب قليلاً، ولكن لم يتم التصديق على هذه الاتفاقية رسميًا من قبل الطرفين، وبالتالي لم يتم تنفيذها أبدًا.
خلال حملة شمال إفريقيا في الحرب العالمية الثانية هُزمت إيطاليا واحتلت قوات الحلفاء مستعمراتها الأفريقية، وانقسمت ليبيا إلى مناطق احتلال بريطاني وفرنسي. حصلت ليبيا فيما بعد على الاستقلال الكامل في 2 ديسمبر 1951، تلتها السودان في عام 1956 